# Das Lager – Wir gingen durch die Hölle
Das Lager – Wir gingen durch die Hölle (Originaltitel In Tranzit) ist ein russisch-britisches Filmdrama, das das Leben deutscher Soldaten in sowjetischer Gefangenschaft zeigt. Der Film basiert auf Tatsachenberichten deutscher Soldaten in Gefangenenlagern in der Sowjetunion nach dem Ende des Zweiten Weltkrieges. Im Jahr 2008 lief der Film in russischen Kinos an, in Großbritannien hingegen erst am 31. Mai 2010.

## Handlung
Im Winter 1946 soll in Leningrad eine Gruppe deutscher Gefangener in ein sowjetisches Gefangenenlager überführt werden, das von Frauen verwaltet wird. Oberbefehlshaber dieses Lagers ist Oberst Pavlov. Die sowjetischen Soldatinnen haben durch die deutsche Belagerung Familien und Freunde verloren, entsprechend ist auch die Haltung der Soldatinnen gegenüber den Gefangenen. Einzig die Ärztin Natascha und eine junge Köchin zeigen sich freundlich, wenn auch distanziert.
Natascha muss einen Handel mit Oberst Pavlov abschließen, um ihren verwundeten Ehemann Andrej, welcher ebenfalls im Lager tätig ist, vor einer Abschiebung nach Sibirien zu schützen. Der Handel soll dem Oberst Kriegsverbrecher der SS unter den Deutschen ausliefern, die er vor den Augen des sowjetischen Volkes hinrichten lassen kann. Natascha fühlt sich vom Soldaten Max angezogen und würde ihn gern vor dem Zugriff des Obersts beschützen. Klaus hingegen versucht, seine Kameraden zu denunzieren, um sein Leben zu schützen.
Mit dem jüdischen Geschäftsmann Yakov organisiert Natalia ein Orchester, in dem die deutschen Soldaten spielen. Auf einem Ball kommt es zu Annäherungen zwischen den Frauen und den deutschen Gefangenen. Sie verbringen teilweise die Nacht zusammen. Natascha lässt sich auf Max ein, der auf dem Weg zurück in die Baracke von Klaus angegriffen wird. Daraufhin enthüllt Natascha die wahre Identität von Klaus, der sich vor einen Zug wirft. Im Anschluss lässt Oberst Pavlov Andrej abholen. Andrej schenkt Natascha eine Papierblume zum Abschied.
Kurze Zeit später dürfen alle Kriegsgefangenen heimkehren. Die teilweise entstandenen Beziehungen zerbrechen. Max verabschiedet sich von Natascha wortlos und übergibt ihr einen Brief. Danach verlässt der Lastwagen mit den Heimkehrern das Lager. Natascha bleibt mit dem noch ungeöffneten Brief und der Papierblume in ihrer Stube zurück.

## Veröffentlichung
Der Film ist 2010 in deutscher und englischer Sprache auf DVD erschienen.

## Kritiken
Der Film erhielt zahlreiche eher mittelmäßige Kritiken.